# Foxton (Nowa Zelandia)
Foxton (maor. Te Awahou) – miasto w Nowej Zelandii, na zachodnim wybrzeżu Wyspy Północnej. Około 4,6 tys. mieszkańców. Miejscowość leży 30 km na południowy zachód od miasta Palmerston North i 15 km na północ od miasta Levin.